# Фельдхендлер, Леон
Леон (Лейб или Лейба) Фельдхендлер (также Фельдгендлер, пол. Leon Feldhendler, идиш לײב פֿעלדהענדלער‎; ок. 1 июня 1910, Жулкевка — 6 апреля 1945, Люблин) — деятель еврейского движения сопротивления в Польше, один из руководителей восстания в лагере смерти «Собибор».

## Биография
Родился в селе Жулкевка Люблинской губернии в семье раввина. До войны работал мельником. В начальный период немецкой оккупации — глава юденрата.

### Восстание в Собиборе
После депортации в Собибор весной 1943 года возглавил небольшую группу заключённых с целью побега из лагеря. Первоначально планировалось отравить охрану и захватить оружие, однако яд был обнаружен, что привело к расстрелу пяти узников. Также рассматривался вариант с поджогом лагеря, что позволило бы создать панику и бежать, однако летом 1943 года периметр лагеря был заминирован.
В конце сентября 1943 года в числе других евреев из Минского гетто в Собибор прибыл советский офицер Александр Печерский. Он возглавил подготовку побега, Фельдхендлер стал его заместителем. Новый план заключался в ликвидации части охраны, захвате арсенала и прорыве через центральные ворота лагеря.
Восстание произошло 14 октября 1943 года. Несмотря на то, что план был раскрыт из-за обнаружения трупа охранника, в начавшейся схватке смогли убежать триста двадцать евреев. Значительная часть из них, а также все оставшиеся в лагере узники были убиты немцами или погибли впоследствии. Войну пережили лишь шестьдесят два узника Собибора, в том числе девять, бежавших до восстания.

### Смерть
Фельдхендлер скрывался в Люблине вплоть до освобождения города Красной армией 24 июля 1944 года. В октябре 1944 года дал показания Центральной еврейской исторической комиссии. Жил вместе с другими бывшими узниками Собибора Янкелем Бланком, Гершем Бланком, Тойви Блаттом, Шломо Подхлебником и Шломо Шмайснером. Открыл фирму, где работали бывшие узники концлагерей.
2 апреля 1945 года был смертельно ранен сквозь закрытую дверь в своей квартире. Ему с супругой удалось убежать через другой выход и добраться до больницы св. Викентия де Поля, но, несмотря на проведённую операцию, через четыре дня он скончался.
Согласно наиболее распространенной версии, основанной на свидетельстве Тойви Блатта, был убит членами польского националистического подполья (иногда причисляемыми к Национальным вооруженным силам), которые должны были совершить покушение на Герша Бланка, сотрудничавшего с органами безопасности. Приказ о ликвидации последнего отдал майор Станислав Пётровский («Яр»), бывший комендант округа АК «Люблин». Исполнители — подпоручик Чеслав Росинский («Емёла»), Ромуальд Шидельский («Павелек»), Францишек Буяльский («Сосна») и Евгений Ярошинский («Ойцец») — признали свою вину, были приговорены к высшей мере наказания и казнены 12 апреля 1945 года в Люблинском замке.
Существует версия, что Фельдхендлер был убит с целью ограбления: в районе Люблина с лета 1944 по осень 1946 года погибло как минимум 118 евреев.

## Награды
- Командорский крест Ордена возрождения Польши (14 октября 2018 года, Польша, посмертно) — в связи с 75 годовщиной восстания в Собиборе[1] Орден передан племяннику Николасу Киттри[19].
- Орден Мужества (17 июля 2019 года, Россия, посмертно) — за личное мужество и героизм, проявленные при организации восстания в лагере смерти Собибор[20]. Награда передана внучатой племяннице Фельдхендлера Нице Шахам на церемонии открытия памятника жертвам Блокады Ленинграда в Иерусалиме 23 января 2020 года президентом РФ В. В. Путиным[21].

## Документальные фильмы
- 1989 — Восстание в Собиборе — совместный советско-голландский фильм Санкт-Петербургской студии документальных фильмов. Сорежиссёры — Павел Коган и Лили Ван ден Берг (родители Лили погибли в Собиборе). На Фестивале документального кино в Амстердаме фильм получил приз им. Й. Ивенса[22].
- 2010 — Арифметика свободы (реж. Александр Марутян). Фильм снят при государственной финансовой поддержке Министерства культуры Российской Федерации.
- 2013 — Собибор. Непокорённые — документальный фильм компании ВГТРК для телевизионного канала Россия, премьера состоялась 16 октября 2013 года, к 70-летней годовщине восстания. Фильм Сергея Пашкова[23].

## Художественные фильмы
- 1987 — Побег из Собибора — телефильм, снятый режиссёром Джеком Голдом. Совместное производство Великобритании и Югославии. Поставлен по одноимённой книге Ричарда Рашке. В роли Фельдхендлера — Алан Аркин
- 2018 — Собибор — художественный фильм Константина Хабенского, снятый кинокомпаниями «Синема Продакшн» и «Фетисов Иллюзион» при поддержке Фонда Печерского. Поставлен на основе книги Ильи Васильева «Александр Печерский: прорыв в бессмертие»[24].

## В культуре
- Васильев И. Ю., Гейликман М. И. Александр Печерский. Прорыв в бессмертие — М.: Время, 2013. — 160 с. — ISBN 978-5-9691-0846-2.
- Светлана Богданова, Юлия Макарова. Герои Собибора. Фотолетопись. — М.: Мосты культуры, 2015.
- Люблинский период жизни Фельдхендлера упомянут в книге Ханны Кралль Wyjątkowo długa linia (2004, литературная премия Нике в 2005 году)